# Mario Party (gra komputerowa)
Mario Party – japońska konsolowa gra wyprodukowana przez Hudson Soft. Gra została wydana w 1998 roku na konsolę Nintendo 64 początkowo w Japonii, a rok później w Europie i Stanach Zjednoczonych. Mario Party składa się z 56 minigier. Po ukończeniu każdej z nich gracz jest nagradzany gwiazdką.